# Episodi di Elephant Princess (prima stagione)
La prima stagione di Elephant Princess è stata trasmessa su Network Ten dal 13 novembre 2008.
In Italia è stata trasmessa dall'aprile 2009 su RaiSat Smash Girls ed in chiaro dal 22 giugno dello stesso anno su Rai 3.
| nº | Titolo originale          | Titolo italiano          | Prima TV Australia | Prima TV Italia |
| -- | ------------------------- | ------------------------ | ------------------ | --------------- |
| 1  | Coming of Age             | Si diventa grandi        | 13 novembre 2008   | 22 giugno 2009  |
| 2  | Don't Call Me Princess    | Principessa              | 20 novembre 2008   | 23 giugno 2009  |
| 3  | Rabbit Season             | Il trucco del coniglio   | 24 novembre 2008   | 24 giugno 2009  |
| 4  | Kuru the Guru             | Kuru il guru             | 25 novembre 2008   | 25 giugno 2009  |
| 5  | The Powerful Ballad       | L'arte della levitazione | 26 novembre 2008   | 26 giugno 2009  |
| 6  | Not Made in Japan         | La bambola giapponese    | 27 novembre 2008   | 29 giugno 2009  |
| 7  | Lean on Me                | Promesse                 | 28 novembre 2008   | 30 giugno 2009  |
| 8  | Welcome to the Fairy Tale | Benvenuti nella favola   | 5 dicembre 2008    | 2 luglio 2009   |
| 9  | Warts & All               | La principessa ranocchia | 12 dicembre 2008   | 3 luglio 2009   |
| 10 | The Butterfly Effect      | Effetto farfalla         | 1º febbraio 2009   | 6 luglio 2009   |
| 11 | Butterfly Kiss            | Il bacio della farfalla  | 8 febbraio 2009    | 7 luglio 2009   |
| 12 | Dancing Queen             | La regina della danza    | 15 febbraio 2009   | 8 luglio 2009   |
| 13 | Destiny's Child           | La figlia del destino    | 22 febbraio 2009   | 9 luglio 2009   |
| 14 | Time After Time           | L'incantesimo del tempo  | 1º marzo 2009      | 10 luglio 2009  |
| 15 | Happy Birthday Anala      | Buon compleanno          | 8 marzo 2009       | 13 luglio 2009  |
| 16 | The Big Gig               | La grande occasione      | 15 marzo 2009      | 14 luglio 2009  |
| 17 | Masquerade Ball           | Ballo in maschera        | 22 marzo 2009      | 15 luglio 2009  |
| 18 | Almost Too Famous         | Troppo famosa            | 29 marzo 2009      | 16 luglio 2009  |
| 19 | Princess Amanda           | La principessa Amanda    | 5 aprile 2009      | 3 agosto 2009   |
| 20 | Courtroom Jewel           | Il processo              | 12 aprile 2009     | 4 agosto 2009   |
| 21 | Sea Change                | Inversione di rotta      | 19 aprile 2009     | 5 agosto 2009   |
| 22 | Revelation                | Rivelazioni              | 26 aprile 2009     | 6 agosto 2009   |
| 23 | It's an Ordinary Life     | Una vita normale         | 3 maggio 2009      | 7 agosto 2009   |
| 24 | Unexpected Arrivals       | Ospite inatteso          | 10 maggio 2009     | 10 agosto 2009  |
| 25 | Good Vibrations           | Vibrazioni positive      | 17 maggio 2009     | 11 agosto 2009  |
| 26 | Normal Alex Wilson        | Il ritorno di Alex       | 24 maggio 2009     | 12 agosto 2009  |